# Kurby
En Kurby er en by, der er hjemsted for behandling af visse sygdomme eller for møder, afkobling og rekreation. Et kursted kan have forbindelse med et badested, varme eller mineralske kilder, eller ligge i et område med passende klima for syge- og sundhedspleje. Før indgik ofte drikning af brøndvand i et kurophold.
I nogle lande bliver bestemte byer statsligt anerkendt som kursteder. Det gælder bl.a. Tyskland og Tjekkiet. I disse lande afspejles denne status ofte i byernes navne. I Tyskland udnævnes således Kurorte og Badeorte med et bestemt prædikat, f.eks. som Luftkurort (luft og klima sundhedsfremmende) eller Heilbad.

## Eksempeler på kurbyer
- Baden-Baden, Tyskland
- Bad Harzburg, Tyskland
- Bad Nauheim, Tyskland
- Bad Saarow, Brandenburg, Tyskland
- Bad Sachsa, Tyskland
- Wiesbaden, Tyskland
- Bath, England
- Biarritz, Frankrig
- Spa, Belgien
- Gustafsberg, Sverige
- Ramlösa hälsobrunn, Sverige
- Jalta, Ukraine
- Tskaltubo, Georgien
- Pärnu, Estland
- Ronneby, Sverige
- Varberg, Sverige